# Олефир, Станислав Михайлович
Станислав Михайлович Олефир (2 сентября 1938, село Пологи, Запорожская область, Украинская ССР, СССР — 16 мая 2015, Приозерск, Ленинградская область) — советский и российский писатель, член Союза писателей России, в последние годы жил в городе Приозерске.

## Биография
Первую специальность — агронома — получил в Мелитопольском сельхозтехникуме, а в 1965 году окончил Хабаровский пединститут, химико-биологический факультет. Более сорока лет прожил на Крайнем Севере, в Магаданской области, на Камчатке и Чукотке. Работал учителем химии и биологии, учителем начальных классов, воспитателем, пионервожатым. Избирался депутатом Магаданского Законодательного Собрания, где работал председателем Комитета по межнациональным отношениям. Автор двадцати художественных и научно-популярных книг, большинство из которых детские. Член Союза писателей России, «Человек года» города Магадана, неоднократный победитель всесоюзных и всероссийских литературных и журналистских конкурсов. С 2002 по 2015 годы являлся постоянным автором газеты «Моя Семья» и получил признание миллионов читателей.
В основном книги Олефира посвящены природе и жизни Крайнего Севера. Многие рассказы повествуют о детстве, проведённом в родном украинском селе во время Великой Отечественной войны и в послевоенный период
Ушёл из жизни 16 мая 2015 года.

## Книги
- Встречи в колымской тайге
- От Гижиги до Буюнды
- Любительская охота
- Иду по тайге
- Росомаха — зверь серьёзный
- Теплая земля Колыма
- Ловушка у Чилганьи
- В краю танцующих хариусов
- Роска
- Буюнда — река оленья
- Книга Севера
- Немец, Софочка и Дозор
- Идем в поход
- Мы живем на севере
- Плачь с плачущими
- Приключения на Вуоксе
- Дай руку, и пошли
- Приключения «некурящей собачки»
- Когда я был маленьким, у нас была война
- Колымская повесть